# Poikilospermum lanceolatum
Poikilospermum lanceolatum là loài thực vật có hoa trong họ Tầm ma. Loài này được (Trécul) Merr. miêu tả khoa học đầu tiên năm 1934.